# Klaudia Zwolińska
Klaudia Zwolińska (Nowy Sącz, 18 dicembre 1998) è una canoista polacca, specializzata nello slalom.
In carriera ha vinto il bronzo mondiale ad Augusta 2022 nel K1 a squadre e a Londra 2023 nel K1 e quattro medaglie europee tra cui l'oro nel K1 a Tacen 2024.
Il 28 luglio 2024 vince la medaglia d'argento nel K1 dei Giochi olimpici di Parigi 2024 dietro solo alla campionessa olimpica Jessica Fox, dopo aver chiuso al secondo posto sia le qualificazioni che la semifinale, a distanza di 24 anni dall'argento di Krzysztof Kołomański e Michał Staniszewski nel C2 di Sydney 2000, l'ultima medaglia polacca in questo sport.

## Palmarès
- Giochi olimpici

Parigi 2024: argento nel K1.
- Mondiali

Augusta 2022: bronzo nel K1 a squadre.
Londra 2023: bronzo nel K1.
- Campionati europei di canoa slalom

Markkleeberg 2015: argento nel K1 a squadre.
Liptovský Mikuláš 2022: bronzo nel K1 a squadre.
Tacen 2024: oro nel K1, argento nel Kayak cross.
- Giochi europei

Cracovia 2023: argento nel C1 e nel K1.